# Palais Averki Kirillov
Le palais Averki Kirillov (en russe : Палаты Аверкия Кириллова) est un monument de Moscou en Russie, rare exemple de résidence privée de la seconde moitié du XVIIe siècle, début du XVIIIe siècle. Il est situé quai Bersenevskaïa, maison no 20. L'architecte auteur du projet est Mikhaïl Tchoglokov (1678-1723). L'édifice fait partie de l'héritage culturel russe protégé. 

## Histoire
Le terrain situé au bord de la Moskova, où est édifié le palais, appartenait à l'origine à Beklemichev. Après l'exécution en 1525 d' Ivan Bersen-Beklemichev, tombé en disgrâce et impliqué dans l'affaire de Maxime le Grec le terrain est devenu propriété du tsar. Plus tard, il se retrouve être la propriété d'un certain Cyrille, fondateur du clan des Cyrillov. L'ensemble qui est arrivé jusqu'à notre époque a été réalisé en 1656-1657 par son petit-fils, greffier à la Douma Averki Kirillov.

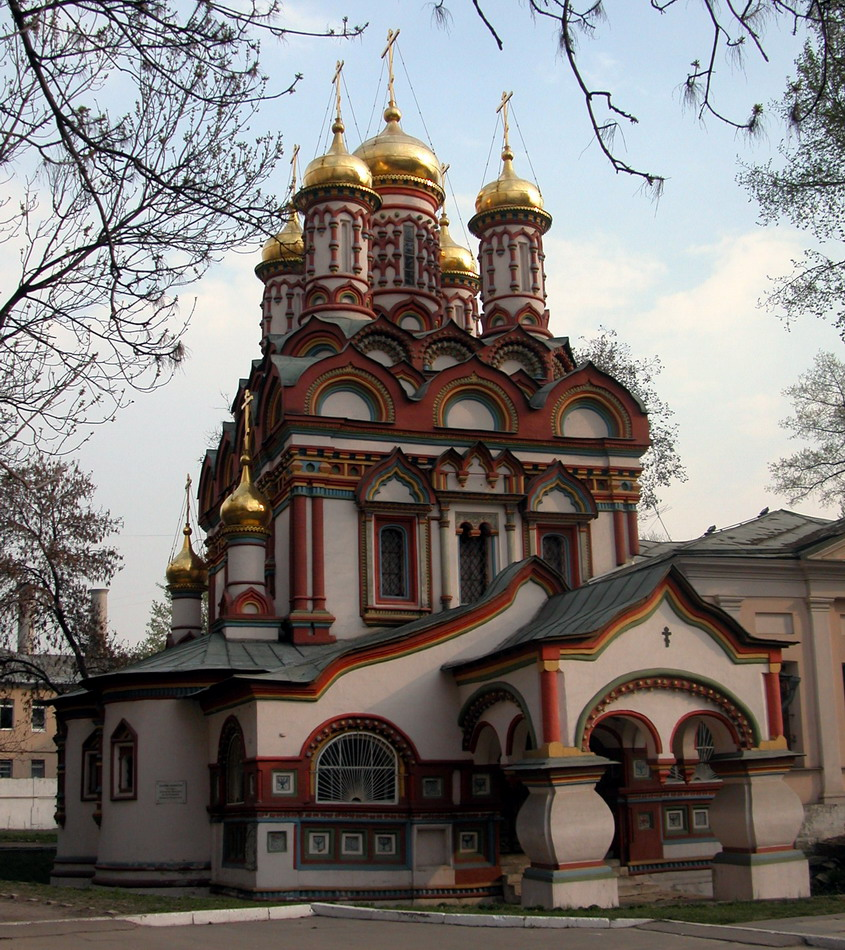
l'Église Saint-Nicolas-le-Thaumaturge-de-Bersenevka reliée au palais, à l'origine, par un passage couvert.

En 1703—1711, la résidence est reconstruite partiellement sous la direction du nouveau propriétaire, un greffier du Palais des Armures du nom de A. Kourbatov, qui dirigeait à l'époque la construction de l' Arsenal du Kremlin. Au cours de cette période, sur la partie centrale de la façade nord surplombant le quai, a été ajoutée une extension dans le style baroque pétrovien.
Durant la seconde moitié des années 1860, l'architecte Alexandre Popov a réalisé grâce au financement d'Alexeï Khloudov quelques adaptations pour pouvoir accueillir la Société impériale d'archéologie, qui a été installée dans l'immeuble de 1868 à 1923.
Depuis 1941, c'est l'Institut russe de culturologie qui occupe les locaux.

## Descriptif
Les décorations extérieures de l'église Saint-Nicolas-le-Thaumaturge-de-Bersenevka et du palais lui-même sont fort diverses et complexes. Cela est du, selon Véra Traimond, au fait que le bâtiment  reprend les caractéristiques des habitations en bois . Chacun des deux cordons horizontaux de la maison sont surmontés par une corniche, les chambranles des fenêtres sont richement décorées, les murs sont recouverts de nombreuses bandes verticales : pilastres et demi-colonnes. L'impression générale d'élégance et de faste est renforcée par l'utilisation de carreaux de couleurs. Sur la façade sud et sur l'arc sud-est sont conservés des fragments de peintures murales.
La demeure est entourée de dépendances, d'écuries et de logements pour les domestiques et aussi d'une haute palissade. La division en trois niveaux avec sa finition décorative puissante et des volutes flanquant le teremok supérieur reflète les gouts du baroque pétrovien. Les fenêtres du niveau intermédiaire se distinguent par leur taille plus grande que celle des autres, leurs encadrements décoratifs et les frontons garnis de coquillages qui les dominent. Au-dessus de l'entrée est placée une puissante visière qui s'appuie sur des corbeaux en forme de boucles. Les harpes d'angles dans le style bugnato, complètent la façade et contrastent avec la fantaisie qui domine l'ensemble de la décoration. L'église Saint-Nicolas-le-Thaumaturge-de-Bersenevka située à proximité était reliée auparavant au palais par un passage couvert. 
Le palais et l'église forment un ensemble en parfaite harmonie. L'historienne d'art Véra Traimond constate que ces deux bâtiments manifestent le processus de laïcisation de l'architecture religieuse qui rapproche le style des églises de celui des demeures en intégrant aux façades des églises des éléments d'origine profane.